# Armorial des localités de Békés
Pour un article plus général, voir Armorial des localités de Hongrie.
 (janvier 2025).
Si vous disposez d'ouvrages ou d'articles de référence ou si vous connaissez des sites web de qualité traitant du thème abordé ici, merci de compléter l'article en donnant les références utiles à sa vérifiabilité et en les liant à la section « Notes et références ».
Armorial des localités de Békés donne les armoiries (figures et blasonnements) des localités du comitat de Békés.
- Haut – A
- B
- C
- D
- E
- F
- G
- H
- I
- J
- K
- L
- M
- N
- O
- P
- Q
- R
- S
- T
- U
- V
- W
- X
- Y
- Z

## A
| Blason de Almáskamarás | Blason  |                                                  |
| Blason de Almáskamarás | Détails | Le statut officiel du blason reste à déterminer. |

## B
| Blason de Battonya | Blason  |                                                  |
| Blason de Battonya | Détails | Le statut officiel du blason reste à déterminer. |

| Blason de Békés | Blason  |                                                  |
| Blason de Békés | Détails | Le statut officiel du blason reste à déterminer. |

| Blason de Békéscsaba | Blason  |                                                  |
| Blason de Békéscsaba | Détails | Le statut officiel du blason reste à déterminer. |

| Blason de Békéssámson | Blason  |                                                  |
| Blason de Békéssámson | Détails | Le statut officiel du blason reste à déterminer. |

| Blason de Békésszentandrás | Blason  |                                                  |
| Blason de Békésszentandrás | Détails | Le statut officiel du blason reste à déterminer. |

| Blason de Bélmegyer | Blason  |                                                  |
| Blason de Bélmegyer | Détails | Le statut officiel du blason reste à déterminer. |

| Blason de Biharugra | Blason  |                                                  |
| Blason de Biharugra | Détails | Le statut officiel du blason reste à déterminer. |

| Blason à dessiner | Blason  |                                                  |
| Blason à dessiner | Détails | Le statut officiel du blason reste à déterminer. |

## Cs
| Blason de Csabacsűd | Blason  |                                                  |
| Blason de Csabacsűd | Détails | Le statut officiel du blason reste à déterminer. |

| Blason à dessiner | Blason  |                                                  |
| Blason à dessiner | Détails | Le statut officiel du blason reste à déterminer. |

| Blason de Csanádapáca | Blason  |                                                  |
| Blason de Csanádapáca | Détails | Le statut officiel du blason reste à déterminer. |

| Blason à dessiner | Blason  |                                                  |
| Blason à dessiner | Détails | Le statut officiel du blason reste à déterminer. |

| Blason de Csorvás | Blason  |                                                  |
| Blason de Csorvás | Détails | Le statut officiel du blason reste à déterminer. |

## D
| Blason de Dévaványa | Blason  |                                                  |
| Blason de Dévaványa | Détails | Le statut officiel du blason reste à déterminer. |

| Blason de Doboz | Blason  |                                                  |
| Blason de Doboz | Détails | Le statut officiel du blason reste à déterminer. |

| Blason de Dombegyház | Blason  |                                                  |
| Blason de Dombegyház | Détails | Le statut officiel du blason reste à déterminer. |

| Blason de Dombiratos | Blason  |                                                  |
| Blason de Dombiratos | Détails | Le statut officiel du blason reste à déterminer. |

## E
| Blason de Ecsegfalva | Blason  |                                                  |
| Blason de Ecsegfalva | Détails | Le statut officiel du blason reste à déterminer. |

| Blason de Elek | Blason  |                                                  |
| Blason de Elek | Détails | Le statut officiel du blason reste à déterminer. |

## F
| Blason de Füzesgyarmat | Blason  |                                                  |
| Blason de Füzesgyarmat | Détails | Le statut officiel du blason reste à déterminer. |

## G
| Blason de Gádoros | Blason  |                                                  |
| Blason de Gádoros | Détails | Le statut officiel du blason reste à déterminer. |

| Blason de Gerendás | Blason  |                                                  |
| Blason de Gerendás | Détails | Le statut officiel du blason reste à déterminer. |

| Blason de Geszt | Blason  |                                                  |
| Blason de Geszt | Détails | Le statut officiel du blason reste à déterminer. |

| Blason à dessiner | Blason  |                                                  |
| Blason à dessiner | Détails | Le statut officiel du blason reste à déterminer. |

| Blason à dessiner | Blason  |                                                  |
| Blason à dessiner | Détails | Le statut officiel du blason reste à déterminer. |

## H
| Blason de Hunya | Blason  |                                                  |
| Blason de Hunya | Détails | Le statut officiel du blason reste à déterminer. |

## K
| Blason à dessiner | Blason  |                                                  |
| Blason à dessiner | Détails | Le statut officiel du blason reste à déterminer. |

| Blason à dessiner | Blason  |                                                  |
| Blason à dessiner | Détails | Le statut officiel du blason reste à déterminer. |

| Blason à dessiner | Blason  |                                                  |
| Blason à dessiner | Détails | Le statut officiel du blason reste à déterminer. |

| Blason à dessiner | Blason  |                                                  |
| Blason à dessiner | Détails | Le statut officiel du blason reste à déterminer. |

| Blason à dessiner | Blason  |                                                  |
| Blason à dessiner | Détails | Le statut officiel du blason reste à déterminer. |

| Blason à dessiner | Blason  |                                                  |
| Blason à dessiner | Détails | Le statut officiel du blason reste à déterminer. |

| Blason de Kevermes | Blason  |                                                  |
| Blason de Kevermes | Détails | Le statut officiel du blason reste à déterminer. |

| Blason de Kisdombegyház | Blason  |                                                  |
| Blason de Kisdombegyház | Détails | Le statut officiel du blason reste à déterminer. |

| Blason de Kondoros | Blason  |                                                  |
| Blason de Kondoros | Détails | Le statut officiel du blason reste à déterminer. |

| Blason de Körösladány | Blason  |                                                  |
| Blason de Körösladány | Détails | Le statut officiel du blason reste à déterminer. |

| Blason à dessiner | Blason  |                                                  |
| Blason à dessiner | Détails | Le statut officiel du blason reste à déterminer. |

| Blason à dessiner | Blason  |                                                  |
| Blason à dessiner | Détails | Le statut officiel du blason reste à déterminer. |

| Blason à dessiner | Blason  |                                                  |
| Blason à dessiner | Détails | Le statut officiel du blason reste à déterminer. |

| Blason à dessiner | Blason  |                                                  |
| Blason à dessiner | Détails | Le statut officiel du blason reste à déterminer. |

## L
| Blason de Lőkösháza | Blason  |                                                  |
| Blason de Lőkösháza | Détails | Le statut officiel du blason reste à déterminer. |

## M
| Blason de Magyarbánhegyes | Blason  |                                                  |
| Blason de Magyarbánhegyes | Détails | Le statut officiel du blason reste à déterminer. |

| Blason à dessiner | Blason  |                                                  |
| Blason à dessiner | Détails | Le statut officiel du blason reste à déterminer. |

| Blason à dessiner | Blason  |                                                  |
| Blason à dessiner | Détails | Le statut officiel du blason reste à déterminer. |

| Blason de Medgyesegyháza | Blason  |                                                  |
| Blason de Medgyesegyháza | Détails | Le statut officiel du blason reste à déterminer. |

| Blason à dessiner | Blason  |                                                  |
| Blason à dessiner | Détails | Le statut officiel du blason reste à déterminer. |

| Blason à dessiner | Blason  |                                                  |
| Blason à dessiner | Détails | Le statut officiel du blason reste à déterminer. |

| Blason à dessiner | Blason  |                                                  |
| Blason à dessiner | Détails | Le statut officiel du blason reste à déterminer. |

| Blason de Mezőhegyes | Blason  |                                                  |
| Blason de Mezőhegyes | Détails | Le statut officiel du blason reste à déterminer. |

| Blason à dessiner | Blason  |                                                  |
| Blason à dessiner | Détails | Le statut officiel du blason reste à déterminer. |

| Blason de Murony | Blason  |                                                  |
| Blason de Murony | Détails | Le statut officiel du blason reste à déterminer. |

## N
| Blason à dessiner | Blason  |                                                  |
| Blason à dessiner | Détails | Le statut officiel du blason reste à déterminer. |

| Blason à dessiner | Blason  |                                                  |
| Blason à dessiner | Détails | Le statut officiel du blason reste à déterminer. |

| Blason à dessiner | Blason  |                                                  |
| Blason à dessiner | Détails | Le statut officiel du blason reste à déterminer. |

## O-Ö
| Blason de Okány | Blason  |                                                  |
| Blason de Okány | Détails | Le statut officiel du blason reste à déterminer. |

| Blason de Örménykút | Blason  |                                                  |
| Blason de Örménykút | Détails | Le statut officiel du blason reste à déterminer. |

| Blason de Orosháza | Blason  |                                                  |
| Blason de Orosháza | Détails | Le statut officiel du blason reste à déterminer. |

## P
| Blason à dessiner | Blason  |                                                  |
| Blason à dessiner | Détails | Le statut officiel du blason reste à déterminer. |

| Blason à dessiner | Blason  |                                                  |
| Blason à dessiner | Détails | Le statut officiel du blason reste à déterminer. |

## S-Sz
| Blason de Sarkad | Blason  |                                                  |
| Blason de Sarkad | Détails | Le statut officiel du blason reste à déterminer. |

| Blason de Sarkadkeresztúr | Blason  |                                                  |
| Blason de Sarkadkeresztúr | Détails | Le statut officiel du blason reste à déterminer. |

| Blason de Szabadkígyós | Blason  |                                                  |
| Blason de Szabadkígyós | Détails | Le statut officiel du blason reste à déterminer. |

| Blason de Szarvas | Blason  |                                                  |
| Blason de Szarvas | Détails | Le statut officiel du blason reste à déterminer. |

| Blason de Szeghalom | Blason  |                                                  |
| Blason de Szeghalom | Détails | Le statut officiel du blason reste à déterminer. |

## T
| Blason à dessiner | Blason  |                                                  |
| Blason à dessiner | Détails | Le statut officiel du blason reste à déterminer. |

| Blason à dessiner | Blason  |                                                  |
| Blason à dessiner | Détails | Le statut officiel du blason reste à déterminer. |

| Blason à dessiner | Blason  |                                                  |
| Blason à dessiner | Détails | Le statut officiel du blason reste à déterminer. |

## Ú
| Blason de Újkígyós | Blason  |                                                  |
| Blason de Újkígyós | Détails | Le statut officiel du blason reste à déterminer. |

| Blason de Újszalonta | Blason  |                                                  |
| Blason de Újszalonta | Détails | Le statut officiel du blason reste à déterminer. |

## V
| Blason à dessiner | Blason  |                                                  |
| Blason à dessiner | Détails | Le statut officiel du blason reste à déterminer. |

| Blason de Vésztő | Blason  |                                                  |
| Blason de Vésztő | Détails | Le statut officiel du blason reste à déterminer. |

## Zs
| Blason de Zsadány | Blason  |                                                  |
| Blason de Zsadány | Détails | Le statut officiel du blason reste à déterminer. |